# Henri Nogent-Saint-Laurens
Edme, Jean, Joseph, Jules, Henri Nogent Saint-Laurens connu aussi comme Nogent de Saint-Laurent est un homme politique français né le 27 décembre 1814 à Orange (Vaucluse) et mort le 30 janvier 1882 à Paris.
Avocat en 1836, il s'installe à Paris en 1838, exerçant comme avocat et comme journaliste politique. Il est député du Loiret de 1853 à 1870, siégeant dans la majorité dynastique et soutenant le Second Empire, élu conseiller général du canton de Valréas de 1862 à 1870.

## Biographie
Il est issu d'une famille d'avocat. Son père et son grand-père sont avocats. Il reçoit les premiers enseignements de son père, puis aux collèges d'Orange et d'Avignon. Il commence ses études de droit à Aix-en-Provence pour les achever à Grenoble. Il est présenté au barreau de Nîmes[Quoi ?] et fait son stage à Orange chez son père et son grand-père. 
Début 1838, il se fixe à Paris. Il est présenté au barreau de Paris par le procureur général Franck-Paul-François Carré. Il est nommé d'office pour plaider une première cause aux assises. Il est l'ami d'Émile Augier avec qui il soumet une pièce à l'Ambigu-Comique qui n'est pas retenue. Il renonce à ses tentatives littéraires et à la vocation du théâtre.
Il plaide en 1839 dans le procès Barbès, en 1840 dans le procès du prince Napoléon-Louis Bonaparte, comme défenseur du colonel Étienne Laborde. Il prononce l'éloge historique de Antoine Hennequin à la séance d'ouverture des conférences de l'ordre des avocats, le 21 novembre 1840. Il plaide en 1841 dans le procès Quénisset, auteur de l'attentat du 13 septembre 1841 contre le duc d’Aumale ,. En 1845, il exerce aux côtés de Gustave Louis Chaix d'Est-Ange dans le procès Donont-Cadot. En 1845, il défend Eugène de Mirecourt contre Alexandre Dumas. En 1846, le docteur Conneau, prévenu d'avoir préparé l'évasion du prince Louis. Il est aussi le défenseur de Mérimée, Alexandre Dumas, Auguste Maquet. Après la révolution de 1848, il reste simple avocat. Après l'élection présidentielle française de 1848, il reçoit la Légion d'honneur et est désigné comme avocat de la liste civile.
En 1853, il est nommé député du Loiret au corps législatif.
En 1855, Il défend Célestine Doudet qui est acquittée; En 1857, il défend le capitaine Doineau accusé du meurtre, lors de l'attaque de la diligence Tlemcen-Oran dans la nuit du 12 septembre 1856,.
Il se présente aux élections législatives françaises de 1876 sous l'étiquette Bonapartiste dans la circonscription d'Orange.

## Décorations
Commandeur de la Légion d'honneur en 1866.